# 人狼ゲーム (小説)
『人狼ゲーム』（じんろうゲーム）は、川上亮による日本のホラー小説のシリーズ。2013年より竹書房文庫から刊行されている。既刊9作10巻。人狼ゲームを題材としたサスペンス・ホラー作品である。
およびそれらを原作とした日本映画のシリーズ作品、テレビドラマ、小独活作画による漫画のシリーズ。

## シリーズ一覧
第1作『人狼ゲーム』の続編として
- 『人狼ゲーム BEAST SIDE』（じんろうゲーム ビースト・サイド）
- 『人狼ゲーム CRAZY LIKE A FOX』（じんろうゲーム クレイジー・ライク・ア・フォックス）
- 『人狼ゲーム PRISON BREAK』（じんろうゲーム プリズン・ブレイク）
- 『人狼ゲーム LOVERS』（じんろうゲーム ラヴァーズ）
- 『人狼ゲーム MAD LAND』（じんろうゲーム マッドランド）
- 『人狼ゲーム LOST EDEN』（じんろうゲーム ロスト・エデン）
- 『人狼ゲーム INFERNO』（じんろうゲーム インフェルノ）
- 『人狼ゲーム デスゲームの運営人』（じんろうゲーム デスゲームのうんえいにん）

がある。それぞれ設定や登場人物は異なるが、「本当の殺し合いになる、生死をかけた人狼ゲームを繰り広げる」という点と、主人公はそのゲームに参加する女子高校生である点は全て共通している。
これらの実写映画化作品群は初期に桜庭ななみや土屋太鳳などが主演に起用され、以後、若手女優の登竜門とも呼ばれている。
処刑方法は無印、ビーストは首に埋め込められたシールで頸動脈を切り処刑、クレイジーフォックス～インフェルノまでは首輪型の巻き取りリールで処刑、デスゲームの運営人では首輪に流す電流で処刑する。

## 人狼ゲーム

### あらすじ（人狼ゲーム）
高校2年生の愛梨は、アルバイトの帰りに何者かに拉致される。同じ場所には男女10人の高校生が集められ、部屋のモニターから何者かに「この場で起きていることは撮影され、中継されています」と告げられ、「人狼ゲーム」を強制的に開始させられる。ゲームを進めると、そのルールに従って決めた処刑対象者が実際に殺されていく。

### 映画『人狼ゲーム』
2013年10月26日公開。主演は桜庭ななみ。主人公は『村人』側。

#### ゲームのルール（人狼ゲーム）
1. 一人につき一枚「村人」「人狼」「預言者」の配役が書かれたカードが与えられる。
2. プレイヤー全員で相談し、多数決の上「人狼」と思われる一人を選び処刑する。
3. 処刑の後、「人狼」は「村人」のうち任意の一人を選び、殺害する。
4. 「預言者」は、1ターンごとに1人のプレイヤーの正体を知ることができる。
5. 「人狼」を処刑できれば「村人」の勝利。全ての「村人」を殺したら「人狼」の勝利。
6. “殺害”“処刑”は実際に相手を殺さねばならない。このルールに従わない場合は、全員死亡する。

#### キャスト（人狼ゲーム）
- 仁科愛梨：桜庭ななみ
- 井上このみ：竹富聖花
- 井上真理絵：藤井美菜
- 多田友宏：太賀
- 稲葉瞳：大沢ひかる
- 藤木毅：入江甚儀
- 猪瀬尚子：梶原ひかり
- 町村誠一郎：岡山天音
- 川崎文隆：藤原薫
- 下林勇平：平埜生成

#### スタッフ（人狼ゲーム）
- 監督：熊坂出
- 製作総指揮：吉田尚剛
- エグゼクティブ・プロデューサー：永森裕二
- プロデューサー：平体雄二、飯塚達介、藤田大輔
- 原作：川上亮『人狼ゲーム』（竹書房）
- 脚本：夏野みや子、川上亮、熊坂出
- 撮影：松井宏樹
- 照明：高坂俊秀
- 録音：古谷正志
- 美術：橋本泰至
- 衣装：宮本まさ江
- 特殊造形：石野大雅
- 音響効果：赤澤勇二
- 音楽：スパン子
- 企画・配給：AMGエンタテインメント

## 人狼ゲーム BEAST SIDE

### 登場人物（BEAST SIDE）
登場人物は全員同じ高校のクラスメイトである。
樺山由佳
主人公。平凡な毎日に常に辟易していたが、強制参加させられたこのゲームに魅了される。
萬田麗子
几帳面で小うるさい学級委員長。
伊勢淳
気取り屋のサッカー部部員。榎本と付き合ってる。
藤堂由紀彦
野球部員。ノリが軽く、普段から軽薄な言動が多い。
柳川祐貴
サッカー部部長。小柄ながら顔も性格も四角張った堅物。
榎本亜希子
大人っぽくてスタイルの良い、クラスでは異質の美人。伊勢と付き合ってる。
宗像美海
最近転校してきた、明るいオタク女子。人狼ゲームのルールを把握している。
対馬瞳
小柄で顔も小さく可愛らしい。保護欲を刺激する様は、喩えるなら小動物。
平一也
がさつで図々しく声が大きい。
小曽根正則
天然パーマでお調子者のクラスのいじられキャラ。関西弁。

### 映画『人狼ゲーム ビーストサイド』
2014年8月30日公開。R15+指定。主演は土屋太鳳。今回の作品は、主人公が人狼の立場である。

#### ゲームのルール（ビーストサイド）
1. 一人につき一枚「村人」「人狼」「予言者」「用心棒」「共有者」の配役が書かれたカードが与えられる。
2. プレイヤー全員で相談し、多数決の上「人狼」と思われる一人を選び自らの手で処刑する。
3. 処刑の後、「人狼」は「村人」のうち任意の一人を選び、殺害する。
4. 「予言者」は、1ターンごとに1人のプレイヤーの正体を知ることができる。
5. 新カード「用心棒」は任意の一人を選び、人狼の襲撃から守ることができる。
6. 新カード「共有者」は2枚ありお互いが村人だと分かっている。
7. 「村人」を「人狼」と同数にしたら「人狼」の勝利。
8. “殺害”“処刑”は実際に相手を殺さねばならない。このルールに従わない場合は、全員死亡する。

#### キャスト（ビーストサイド）
- 樺山由佳：土屋太鳳
- 宗像美海：森川葵
- 萬田麗子：青山美郷
- 対馬瞳：佐久間由衣
- 榎本亜希子：小野花梨
- 柳川祐貴：國島直希
- 平一也：藤原季節
- 小曽根正則：加藤諒
- 伊勢淳：育乃介
- 藤堂由紀彦：桜田通

#### スタッフ（ビーストサイド）
以下を除き、前作『人狼ゲーム』に示されているスタッフについてはそれと同じ。
- 脚本：山咲藍
- 美術：山田智也、小林鉄郎
- 原作：川上亮『人狼ゲーム BEAST SIDE』（竹書房）
- 主題歌：吉利麻里「Verite」

## 人狼ゲーム CRAZY LIKE A FOX

### 映画『人狼ゲーム クレイジーフォックス』
2015年12月5日公開作品。綾部真弥の初監督作品、高月彩良の初主演作品となる。今回は特殊陣営として「狐」が加わる。村人側でも人狼側でもないためどちらかが勝利した際に生き残っていれば、「狐」の勝利となり、それ以外は殺される。人狼の襲撃の対象とされても死なないが、予言者の占いの対象となると、死ぬ。この作品の主人公は「狐」目線で描かれる。

#### ゲームのルール（クレイジーフォックス）
1. 村の中には村人に扮した人狼が混ざっている。
2. 人狼は夜になると一人ずつ村人を殺す。
3. 昼は全員で相談し、人狼だと思う相手を多数決で一人選び、処刑する（選ばれた人は自動的に自分の首輪が締まり死亡）。
4. 人狼を処刑できれば村人の勝利。人狼は村人を食べつくしたら勝利。
5. ただし狐が生き残っていた場合は狐ただ一人の勝利。

#### キャスト（クレイジーフォックス）
- 森井あやか : 高月彩良
- 小澤梢 : 藤井武美
- 多喜川陽介 : 柾木玲弥
- 橘有希 : 冨手麻妙
- 樋口健太郎 : 冨田佳輔
- 戸塚芽亜里 : 村上穂乃佳
- 椎木美孝 : 水石亜飛夢
- 星力 : 斎藤嘉樹
- 佐伯桃子 : 萩原みのり
- 菅原広大 : 長村航希
- ジョー : 奥村秀人
- 隅田安奈 : 山根綺

#### スタッフ（クレイジーフォックス）
- 製作総指揮：吉田尚剛
- 監督：綾部真弥
- 原作：川上亮『人狼ゲーム CRAZY LIKE A FOX』（竹書房）
- 脚本：川上亮、綾部真弥
- 企画：永森裕二
- プロデューサー：岩淵規
- 撮影：伊藤麻樹
- 照明：藤森玄一郎
- 録音：井家眞紀夫
- 美術・装飾：中谷暢宏
- 特殊造型：遊佐和寿
- 編集：岩切裕一
- 音響効果：植松俊太
- 主題歌：中村慈「arcana」（作詞：中村慈・作曲：坂本英三、AMG MUSIC）
- スタイリスト：岡本佳子
- ヘアメイク：宮本圭歌
- 助監督：金子功
- 音楽プロデュース：塚田良平（CONTEZZA）
- 劇伴：沢田ヒロユキ
- 制作担当：蜂谷元浩
- キャスティング：岩淵規
- 小道具：大島政幸
- 特機：野村美恵
- 制作会社：メディアンド

## 人狼ゲーム PRISON BREAK

### 映画『人狼ゲーム プリズン・ブレイク』
2016年7月2日公開。小島梨里杏の初主演作品となる。今作より人狼陣営として「狂人」が参加。人狼が勝利することで自らも生き残ることができるが、村人が勝利すると人狼ともども殺される。予言や霊媒からは村人として見られるが、人狼も知らないため襲撃されることもある。本作品の主人公は『狂人』側で描かれる。

#### ゲームのルール（プリズン・ブレイク）
1～4は、クレイジーフォックスと同様。

#### キャスト（プリズン・ブレイク）
- 乾朱莉：小島梨里杏（幼少期 - 堰沢結衣）
- 相馬葵：渡辺佑太朗（幼少期 - 太田温）
- 土屋みづき：山谷花純
- 清野康太：濱正悟
- 阿久津悠生：清水尚弥
- 金城渚：岡本夏美
- 及川菜々実：花影香音
- 丸山岳男：篠田諒
- 丸山正敏：金子大地
- 佐久間琴音：小山莉奈
- 角海斗：池田和樹
- 櫻井真帆：梅村紗瑛

#### スタッフ（プリズン・ブレイク）
- 監督：綾部真弥
- 原作：川上亮『人狼ゲーム PRIZON BREAK』（竹書房）
- 脚本：川上亮、綾部真弥
- 企画：永森裕二
- プロデューサー：岩淵規
- 撮影：伊藤麻樹
- 照明：藤森玄一郎
- 録音：井家眞紀夫
- 美術・装飾：中谷暢宏
- 特殊造型：遊佐和寿
- 小道具：大島政幸
- 特機：野村美恵
- 編集：岩切裕一
- 音響効果：植松俊太
- 主題歌：きそひろこ「Lycoris」（作詞：きそひろこ・作曲：坂本英三、AMG MUSIC）
- スタイリスト：岡本佳子
- ヘアメイク：宮本圭歌
- 助監督：金子功
- 音楽プロデュース：塚田良平（CONTEZZA）
- 劇伴：沢田ヒロユキ（Obi1MusicFactory）
- 制作担当：田中和則
- キャスティング：岩淵規
- 制作会社：メディアンド

## 人狼ゲーム LOVERS

### 映画『人狼ゲーム ラヴァーズ』
2017年1月28日公開。古畑星夏の初主演作品となる。新たにサブ役職として『キューピット』『恋人』が追加。『キューピッド』は役職（狼、村）にかかわらず初日に恋人を2人決めることできる。『恋人』が片方が死んだ場合、もう片方も自動的に死んでしまうが、ゲームに決着が着いた際に二人とも生きていた場合は『恋人』ならびに『キューピッド』の勝利となり、その他の役職は全員死亡となる。『キューピッド』は『恋人』に決めた二人の役職は知らないが、『恋人』が死んでも、村人陣営として継続される。本作品の主人公は、『人狼・恋人』側で描かれる。

#### ゲームのルール（ラヴァーズ）
1～4は、クレイジーフォックスと同様。ただし、前作までと違い、投票によっての処刑はビーストサイドのように自らの手で行わなければならない。

#### キャスト（ラヴァーズ）
- 高野蘭子：古畑星夏
- 海老原一香：佐生雪
- 八木ひなた：溝口恵
- 吉原虎之介：池田純矢
- 戸谷佳奈：森高愛
- 佐久間弘人：平田雄也
- 管すばる：前田航基
- 梅津楓：春川芽生
- 山門拓海：安藤瑠一
- 河合陸：鈴木知尋
- 牧詩央里：中村萌

#### スタッフ（ラヴァーズ）
- 監督：綾部真弥
- 原作：川上亮『人狼ゲーム LOVERS』（竹書房）
- 脚本：川上亮、綾部真弥
- 企画：永森裕二
- プロデューサー：岩淵規
- 撮影：伊藤麻樹
- 照明：藤森玄一郎
- 録音・音響効果：長部彰
- 美術・装飾：中谷暢宏
- 特殊造型：遊佐和寿
- 小道具：大島政幸
- 特機：野村美恵
- 編集：岩切裕一
- 主題歌：中村慈「ラヴァーズ」（作詞・作曲：坂本英三、AMG MUSIC）
- スタイリスト：岡本佳子
- ヘアメイク：佐々木愛、宮本圭歌
- 助監督：田口桂
- 音楽プロデュース：塚田良平 (CONTEZZA)
- 劇伴：ペイズリィ8
- スチール：向井宗敏
- 制作担当：田中清孝
- キャスティング：岩淵規
- 制作会社：メディアンド

## 人狼ゲーム MAD LAND

### 映画『人狼ゲーム マッドランド』
2017年7月15日公開。浅川梨奈（SUPER☆GiRLS）の長編映画初主演作品となる。今回は村人陣営は『預言者』と『用心棒』の2人のみ。『人狼』陣営は人狼1人と残り7人が『狂人』となる。本作品の主人公は「用心棒」側で描かれる。

#### ゲームのルール（マッドランド）
1. 構成は、人狼1人、予言者1人、用心棒1人、狂人7人。
2. 毎晩8時にロビーに集まり、任意の相手に投票。最多票を集めた者を、所定の武器を使って処刑。
3. 該当者が複数いた場合、それ以外の者による決選投票を行う。それでも票が割れた場合、その夜は処刑中止。
4. 人狼は深夜0時から深夜2時までの間に、誰か一人の部屋を訪れ、所定の武器を使って相手を殺害する。
5. ルールに違反した場合は首輪によって処刑。
6. 狂人は村人側としてカウントされるが、人狼側が勝利した場合に勝利。

#### キャスト（マッドランド）
- 小池萌：浅川梨奈（SUPER☆GiRLS）
- 佐藤彩乃：松永有紗
- 庄司蒼空：佐奈宏紀
- 中川未来：飯田祐真
- 根岸すず：長谷川ニイナ
- 加納蓮：眞嶋秀斗
- 宇佐美慧：栗原吾郎
- 周太樹：門下秀太郎
- 三上優花：木下愛華
- 杉本陽翔：坂田将吾

#### スタッフ（マッドランド）
- 製作総指揮：吉田尚剛
- 監督：綾部真弥
- 脚本：川上亮、綾部真弥
- 原作：川上亮『人狼ゲーム MAD LAND』（竹書房）
- 企画：永森裕二
- プロデューサー：岩淵規
- 助監督：田口桂
- 撮影：伊藤麻樹
- 照明：藤森玄一郎
- 録音・音響効果：長部彰
- 美術・装飾：中谷暢宏
- 小道具：大島政幸
- 特殊造型：遊佐和寿
- 特機：牧志結美
- スタイリスト：岡本佳子
- ヘアメイク：佐々木愛
- 編集：岩切裕一
- 音楽プロデュース：ペイズリィ8
- スチール：向井宗敏
- 制作担当：田中清孝
- 音響効果協力：植松俊太
- 主題歌：野田未南「哀しい棘」（作詞・作曲：坂本英三、AMG MUSIC）
- 制作会社：メディアンド

## 人狼ゲーム LOST EDEN

### テレビドラマ『人狼ゲーム ロストエデン』
2018年1月16日からテレビ埼玉をはじめ、全国8局（開始時点）で放送。全10話。主演は武田玲奈。人狼ゲームシリーズ初の連続テレビドラマとなり、同年に公開される劇場版『人狼ゲーム インフェルノ』がキャスト継続による続編となっている。これまでに無かった人狼ゲーム以外で起こっている描写もあり、行方不明となった『ロストエデン』参加者を追跡する刑事、クラスメイトによるドラマも同時進行で描写されている。本作品の主人公は一作目同様、『村人』側。

#### ゲームのルール（ロストエデン）
1. 10人の村人の中に、2人の人狼が紛れています。
2. 配られたカードに記載されているのがあなたの役職です。
3. 毎日、20時までに人狼と思われる人物に投票をし、最多票を集めた者は処刑されます（自動的に首輪が締まる）。
4. 人狼は毎晩、深夜24時～2時までにプレイヤーひとりを殺害してください。
5. 投票により人狼が全滅した場合、村人側の勝利。村人の数が人狼の数と同数になったら人狼の勝利。

#### ゲーム参加者
野々山紘美（ののやま ひろみ）
演 - 武田玲奈
主人公。私立鶴ヶ岡高校2年3組の学級委員長。正義感が強く、全員で生き残りたいと願っている。
浅見ルナ（あさみ ルナ）
演 - 上野優華
紘美の幼馴染。両親が工場を経営しており、裕福な家庭に育つ。
向亜利沙（むかい ありさ）
演 - 小倉優香
ギャル系。みずき、舞とは同じグループで仲が良い。人狼ゲームのことはネットで観たことがある。
立花みずき（たちばな みずき）
演 - 山地まり
ギャル系。スクールカースト最上位で、女子のリーダー的存在。
松葉千帆（まつば ちほ）
演 - 久田莉子
東の彼女。人狼ゲームのことはネットで観たことがあり、ゲームに慣れている。告白メール拡散事件の主犯。
都築涼（つづき りょう）
演 - 勧修寺保都
八重樫、小笠原、馬渡と仲が良い。「人狼ゲーム」はネットで観て知っていた。
八重樫仁（やえがし じん）
演 - 大和孔太
オラオラ系で短気な性格。都築、小笠原、馬渡と仲が良い。
東克彦（あずま かつひこ）
演 - 吉原拓弥
千帆の彼氏。彼女同様、人狼ゲームのルールに詳しい。告白メール拡散事件の主犯。
宇田川素直（うだがわ すなお）
演 - 米本来輝
誰に対しても敬語を使い、一見腰が低くみえるが実は狡猾。
坂井龍樹（さかい たつき）
演 - 山田智史
きわめて平凡で、クラスでも目立たない存在。

#### クラスメイト
水谷和希（みずたに かずき）
演 - 松本享恭
いじめられっ子。ルナに送った告白メールを拡散され、以来登校拒否気味。
馬渡聖弥（まわたり せいや）
演 - 時人
男子生徒のボス的存在。都築、八重樫、小笠原と主につるんでいる。
小笠原光宏（おがさわら みつひろ）
演 - 貴志晃平
馬渡の手下のひとり。八重樫、都築、馬渡と仲が良い。
越智一二三（おち ひふみ）
演 - 平松賢人
舞の彼氏。告白メール拡散事件の主犯。
辻遊馬（つじ ゆうま）
演 - 吉原雅斗
正義感が強く、頭の回転も早いが、押し付けがましいところがある。
宮下舞（みやした まい）
演 - 都丸紗也華
ギャル系で、越智の彼女。亜里沙・みずきと同じグループで仲が良い。告白メール拡散事件の主犯。
結城利絵（ゆうき りえ）
演 - 海田朱音
しゃべりは闊達だが、基本的に大人しく、あまり目立たない存在。

#### 刑事・教師ほか
名倉朔太郎（なくら さくたろう）
演 - 足立理
鶴ヶ岡署の失踪人課勤務の刑事。警部補。キャリア組。
照屋宰（てるや つかさ）
演 - 加藤虎ノ介
鶴ヶ岡署の失踪人課勤務の刑事。叩き上げのベテラン。
二神宗一郎（ふたがみ そういちろう）
演 - 玉城裕規
私立鶴ヶ岡高校の美術教師。2年3組の美術も担当していた。
山下進（やました すすむ）
演 - ジェントル
私立鶴ヶ岡高校2年3組の担任。
謎の男
演 - 水野勝
ゲームマスターと思われる存在。

#### スタッフ（ロストエデン）
- 監督：綾部真弥、田口桂
- 脚本：川上亮、綾部真弥
- 原作：川上亮『人狼ゲーム LOST EDEN』（竹書房）
- 企画：AMGエンタテインメント
- プロデューサー: 岩淵規
- 撮影：伊藤麻樹
- 照明：尾下栄治
- 録音：長部彰、甲斐田哲也
- 美術：中谷暢宏
- 小道具：大島政幸
- 特殊造型：遊佐和寿
- スタイリスト：岡本佳子
- メイク：柳原まみ
- 劇伴：ペイズリィ8、沢田 ヒロユキ、山崎　憲司
- 制作担当：田中清孝
- 助監督：田口桂
- 編集：岩切裕一
- カラリスト：今塚誠
- 主題歌：『砂時計』
- 作詞作曲：坂本英三
- 歌唱：海田朱音（AMG MUSIC）
- ポスプロ：キュー・テック
- 制作プロダクション：メディアンド

#### 放送局（ロストエデン）
| 放送地域   | 放送局             | 系列                                                | 放送日時                                | 放送期間                                        | 備考       |  |
| ---------- | ------------------ | --------------------------------------------------- | --------------------------------------- | ----------------------------------------------- | ---------- |  |
| 神奈川県   | tvk                | 独立局 （東名阪ネット6・ 5いっしょ3ちゃんねる加盟） | 日曜 2:00 - 2:30 （土曜 26:00 - 26:30） | 2018年1月21日（1月20日）- 3月25日（3月24日）    | 共同制作局 |  |
| 栃木県     | とちぎテレビ       | 独立局                                              | 金曜 23:30 - 24:00                      | 2018年1月19日 - 3月23日                         | 共同制作局 |  |
| 埼玉県     | テレ玉             | 独立局 （東名阪ネット6・ 5いっしょ3ちゃんねる加盟） | 水曜 0:00 - 0:30 （火曜 24:00 - 24:30） | 2018年1月17日（1月16日） - 3月21日（3月20日）   | 共同制作局 |  |
| 千葉県     | チバテレ           | 独立局 （東名阪ネット6・ 5いっしょ3ちゃんねる加盟） | 水曜 23:30 - 24:00                      | 2018年1月17日 - 3月21日                         | 共同制作局 |  |
| 中京広域圏 | メ〜テレ           | テレビ朝日系列                                      | 金曜 2:59 - 3:30 （木曜 26:59 - 27:30） | 2018年1月19日（1月18日） - 3月23日（3月22日）   | 共同制作局 |  |
| 京都府     | KBS京都            | 独立局 （東名阪ネット6加盟）                        | 日曜 1:30 - 2:00 （土曜 25:30 - 26:00） | 2018年1月21日（1月20日）- 3月25日（3月24日）    | 共同制作局 |  |
| 兵庫県     | サンテレビ         | 独立局 （東名阪ネット6加盟）                        | 土曜 23:30 - 24:00                      | 2018年1月20日 - 3月24日                         | 共同制作局 |  |
| 長野県     | 長野放送           | フジテレビ系列                                      | 月曜 1:25 - 1:55 （日曜 25:25 - 25:55） | 2018年1月22日（1月21日） - 3月26日（3月25日）   | 共同制作局 |  |
| 岩手県     | IBC岩手放送        | TBS系列                                             | 金曜 1:28 - 1:58 （木曜 25:28 - 25:58） | 2018年3月30日（3月29日） - 6月1日（5月31日）    |            |  |
| 沖縄県     | 琉球放送           | TBS系列                                             | 変則放送                                | 2018年3月30日（3月29日） - 4月17日（4月16日）   |            |  |
| 福岡県     | RKB毎日放送        | TBS系列                                             | 水曜 1:28 - 1:58 （火曜 25:28 - 25:58） | 2018年6月6日（6月5日） - 8月8日（8月7日）       |            |  |
| 富山県     | チューリップテレビ | TBS系列                                             | 火曜 1:10 - 1:40 （月曜 25:10 - 25:40） | 2018年8月7日（8月6日） - 10月9日（10月8日）     |            |  |
| 青森県     | 青森テレビ         | TBS系列                                             | 火曜 0:58 - 1:28 （月曜 24:58 - 25:28） | 2018年9月11日（9月10日） - 11月13日（11月12日） |            |  |
| 北海道     | 北海道放送         | TBS系列                                             | 火曜 1:42 - 2:12 （月曜 25:42 - 26:12） | 2018年9月18日（9月17日） - 11月20日（11月19日） |            |  |
| 福島県     | テレビユー福島     | TBS系列                                             | 日曜 1:28 - 1:58 （土曜 25:28 - 25:58） | 2020年4月12日（4月11日） -                      |            |  |
| 愛媛県     | あいテレビ         | TBS系列                                             | 水曜日                                  | 2020年 -                                        |            |  |

## 人狼ゲーム INFERNO

### 映画『人狼ゲーム インフェルノ』
2018年4月7日公開。主演は武田玲奈。テレビドラマ『人狼ゲーム ロストエデン』の続編。『ロストエデン』での生存者ならびに『ロストエデン』では参加していなかったクラスメイトが新たに参加している。主演の武田は既に出演を公表していたため、武田以外の出演者は予告編やポスターなどは『ロストエデン』のネタバレになるため完全モザイク処理をされて公開されていた（しかし、最終回前に映画出演者が公式サイト以外で発表されている）。基本的なルールは『ロストエデン』と同様だが、今作では、夜の投票で選ばれた者を他参加者で処刑しなければならないというルールに変更されている。ここでの主人公は、「人狼」側。

#### ゲーム参加者
野々山紘美（ののやま ひろみ）
演 - 武田玲奈
主人公。私立鶴ヶ岡高校2年3組の学級委員長。正義感が強く、全員で生き残りたいと願っている。
浅見ルナ（あさみ ルナ）
演 - 上野優華
紘美の幼馴染。両親が工場を経営しており、裕福な家庭に育つ。
向亜利沙（むかい ありさ）
演 - 小倉優香
ギャル系。みずき、舞とは同じグループで仲が良い。人狼ゲームのことはネットで観たことがある。
水谷和希（みずたに かずき）
演 - 松本享恭
いじめられっ子。ルナに送った告白メールを拡散され、以来登校拒否気味。
馬渡聖弥（まわたり せいや）
演 - 時人
男子生徒のボス的存在。都築、八重樫、小笠原と主につるんでいる。
小笠原光宏（おがさわら みつひろ）
演 - 貴志晃平
馬渡の手下のひとり。八重樫、都築、馬渡と仲が良い。
越智一二三（おち ひふみ）
演 - 平松賢人
舞の彼氏。告白メール拡散事件の主犯。
辻遊馬（つじ ゆうま）
演 - 吉原雅斗
正義感が強く、頭の回転も早いが、押し付けがましいところがある。
宮下舞（みやした まい）
演 - 都丸紗也華
ギャル系で、越智の彼女。亜里沙・みずきと同じグループで仲が良い。
結城利絵（ゆうき りえ）
演 - 海田朱音
しゃべりは闊達だが、基本的に大人しく、あまり目立たない存在。

#### 刑事ほか
名倉朔太郎（なくら さくたろう）
演 - 足立理
鶴ヶ岡署の失踪人課勤務の刑事。キャリア組。
照屋宰（てるや つかさ）
演 - 加藤虎ノ介
鶴ヶ岡署の失踪人課勤務の刑事。叩き上げのベテラン。
謎の男
演 - 水野勝
ゲームマスターと思われる存在。

#### スタッフ（インフェルノ）
- 監督：綾部真弥
- 脚本：川上亮、綾部真弥
- 原作：川上亮
- 企画：AMGエンタテインメント
- プロデューサー：岩淵規
- 撮影：伊藤麻樹
- 照明：尾下栄治
- 録音：長部彰、甲斐田哲也
- 美術：中谷暢宏
- 小道具：大島政幸
- 特殊造型：遊佐和寿
- スタイリスト：岡本佳子
- メイク：柳原まみ
- 劇伴：ペイズリィ8、沢田 ヒロユキ、山崎　憲司
- 制作担当：田中清孝
- 助監督：田口桂
- 編集：岩切裕一
- カラリスト：今塚誠
- 主題歌：『砂時計』
- 作詞作曲：坂本英三
- 歌唱：海田朱音（AMG MUSIC）
- ポスプロ：キュー・テック
- 制作プロダクション：メディアンド

## 人狼ゲーム デスゲームの運営人

### 映画『人狼ゲーム デスゲームの運営人』
2020年11月に公開。脚本と監督は原作の川上亮。主演は小越勇輝で、シリーズ初の男性主人公となる。今まで明らかになっていなかった人狼ゲーム運営側が初めてフォーカスされ、参加者側と運営側の二重構造の頭脳戦が展開される。

### キャスト（デスゲームの運営人）

#### 運営人側
- 正宗：小越勇輝
- 琥太郎：中島健[10]
- 鬼頭：ウチクリ内倉[10]
- 姫菜：花柳のぞみ[10]
- くるみ：坂ノ上茜[10]

#### 人狼ゲーム参加者側
- 夏目柚月：桃果[10]
- 佐竹澪：朝倉ふゆな[10]
- 末吉萌々香：山之内すず[10]
- 一ノ瀬悠輝：福崎那由他[10]
- 滝快斗：三山凌輝[10]
- 秦心春：星れいら [10]
- 早坂亜由武：黒沢進乃介[10]
- 天野すみれ：森山晃帆[10]
- 橋爪颯真：森本直輝[10]

### スタッフ（デスゲームの運営人）
- 原作：川上亮 『人狼ゲーム デスゲームの運営人』（竹書房）
- 監督・脚本：川上亮
- 製作総指揮：吉田尚剛
- 企画：永森裕二
- プロデューサー：岩淵規、小笠原宏之
- 撮影監督：今井哲郎
- 録音：阿尾茂貴
- アドバイザー：児玉健（人狼ゲーム）
- 音楽：沢田ヒロユキ（ペイズリィ8）
- 主題歌：中濱芽生 「ミライネガイ」（AMG MUSIC）
- 協力：アミューズメントメディア総合学院
- 制作プロダクション：メディアンド
- 企画・配給：AMGエンタテインメント
- 製作：『人狼ゲーム デスゲームの運営人』製作委員会

## 書誌情報
すべて竹書房より発行。既刊9巻。（全5巻の予定であった）
- 『人狼ゲーム』 2013年7月25日発売、ISBN 978-4-8124-9601-5
- 『人狼ゲーム BEAST SIDE』 2014年4月17日発売、ISBN 978-4-8124-9969-6
- 『人狼ゲーム CRAZY LIKE A FOX』 2015年5月28日発売、ISBN 978-4-8019-0314-2
- 『人狼ゲーム PRISON BREAK』 2016年5月26日発売、ISBN 978-4-8019-0731-7
- 『人狼ゲーム LOVERS』 2016年12月22日発売、ISBN 978-4-8019-0957-1
- 『人狼ゲーム MAD LAND』： 017年7月3日発売、ISBN 978-4-8019-1142-0
- 『人狼ゲーム LOST EDEN 上』 2017年12月20日発売、ISBN 978-4-8019-1325-7
- 『人狼ゲーム LOST EDEN 下』 2018年2月1日発売、ISBN 978-4-8019-1366-0
- 『人狼ゲーム INFERNO』 2018年3月22日発売、ISBN 978-4-8019-1400-1
- 『人狼ゲーム デスゲームの運営人』 2020年3月19日発売、ISBN 978-4-8019-2194-8

## 映像ソフト
全てDVDソフトである。
『人狼ゲーム』
人狼ゲーム スタンダード・エディション / 人狼ゲーム プレミアム・エディション（2013年12月25日、TCエンタテインメント）
『人狼ゲーム ビーストサイド』
人狼ゲーム ビーストサイド スタンダード・エディション / 人狼ゲーム ビーストサイド プレミアム・エディション（2015年3月20日、TCエンタテインメント）
『人狼ゲーム クレイジーフォックス』
人狼ゲーム クレイジーフォックス（2016年2月26日、TCエンタテインメント）
『人狼ゲーム プリズン・ブレイク』
人狼ゲーム プリズン・ブレイク（2016年9月28日、TCエンタテインメント）
『人狼ゲーム ラヴァーズ』
人狼ゲーム ラヴァーズ（2017年4月26日、TCエンタテインメント）
『人狼ゲーム マッドランド』
人狼ゲーム マッドランド（2018年9月27日、TCエンタテインメント）
『人狼ゲーム ロスト・エデン』
人狼ゲーム ロストエデン DVD-BOX（2018年3月28日、TCエンタテインメント）
『人狼ゲーム インフェルノ』
人狼ゲーム インフェルノ（2018年8月3日、TCエンタテインメント）

## 漫画
小独活の作画による漫画化。『月刊キスカ』（竹書房）にて、2014年2月号（創刊号）から2015年7月号まで連載。連載終了後、『人狼ゲーム BEAST SIDE』が同誌の2015年9月号から2017年2月号まで連載。大まかなストーリーは原作小説に準拠しているが、ルールに一部変更が加えられている他、『BEAST SIDE』では主人公を含め一部の登場人物も変更されている。『BEAST SIDE』の連載終了後、『人狼ゲーム CRAZY FOX』が同誌の2017年5月号から2019年4月号まで連載。2020年11月10日から2025年3月7日まで、麗太朗作画による『人狼ゲーム ロスト・エデン』が、『WEBコミックガンマ』（同社）にて連載。
- 小独活 『人狼ゲーム』 竹書房〈バンブーコミックス〉、全3巻
  1. 2014年7月7日発売、ISBN 978-4-8124-8720-4
  2. 2015年1月7日発売、ISBN 978-4-8019-5071-9
  3. 2015年7月17日発売、ISBN 978-4-8019-5301-7
- 小独活 『人狼ゲーム ビーストサイド』 竹書房〈バンブーコミックス〉、全3巻
  1. 2016年2月25日発売、ISBN 978-4-8019-5460-1
  2. 2016年9月27日発売、ISBN 978-4-8019-5638-4
  3. 2017年4月14日発売、ISBN 978-4-8019-5906-4
- 小独活 『人狼ゲーム クレイジーフォックス』 竹書房〈バンブーコミックス〉、全4巻
  1. 2017年7月27日発売、ISBN 978-4-8019-6089-3
  2. 2018年5月25日発売、ISBN 978-4-8019-6268-2
  3. 2018年10月29日発売、ISBN 978-4-8019-6419-8
  4. 2019年4月25日発売、ISBN 978-4-8019-6587-4
- 麗太朗 『人狼ゲーム ロスト・エデン』 竹書房〈バンブーコミックス〉、全3巻
  1. 2021年7月29日発売、ISBN 978-4-8019-7373-2
  2. 2022年8月17日発売、ISBN 978-4-8019-7825-6
  3. 2025年7月16日発売、ISBN 978-4-8019-8695-4